# Pilosella alpicola
Pilosella alpicola — вид квіткових рослин з родини айстрових (Asteraceae). Вид зростає в Європі: Швейцарія, Австрія, Словаччина, Італія; це багаторічна рослина помірних біомів.

## Середовище
Переважним середовищем існування для цих рослин є кам'янисті схили. Переважним субстратом є кремнієвий, але також вапняний/кремнієвий з кислим pH, низькою поживною цінністю ґрунту, який повинен бути помірно вологим.

## Біоморфологічна характеристика
Це багаторічна трав'яниста рослина, з бруньками, що зимують на рівні землі та захищені підстилкою або снігом, та листям, розташованим у вигляді базальної розетки. Стебла, зазвичай прямовисні та висхідні, зазвичай поодинокі, помірно розгалужені. Коріння зазвичай стрижневого типу. Стебла мають висоту 15–25 см. Є лише один стебловий листок та кілька прикореневих листків (7–10) з чергуванням розташування. Стебловий листок має довжину 2–3 см і ланцетно-лінійну форму. Базальні мають форму від лінійно-лопатоподібної до вузьколанцетно-оберненояйцеподібної з тупими до гострих вершин; їхня довжина становить 4–7 см; консистенція м'яка, а колір – від жовтувато-зеленого до сизувато-зеленого. Власне суцвіття складається з кінцевої квіткової головки на ніжці, підкріпленої одним або двома лускоподібними приквітками. Квіткові головки, лише язичкових квіток. Чашолистки чашечки зведені до вінця з лусочок. Віночки утворені трубкою та язичком, що закінчується 5 зубцями; колір жовтий (язичкові листки не посмуговані). Тичинок 5 з вільними та чіткими нитками. Квітне з червня по серпень. Плоди — сім'янки з хохолком. Сім'янки, чорнувато-коричневого кольору, мають довгасту або оберненояйцеподібно-оберненоконічну форму зі зрізаною верхівкою та без дзьоба (вони не стиснуті); у деяких випадках сім'янки забезпечені поздовжніми ребрами. Хохолок складається з простих сіруватих, шорстких або бородатих волосків (не пір'ястих). Паппус рідко відсутній. Розмір сім'янок: 2 мм.